# 手形新栄町

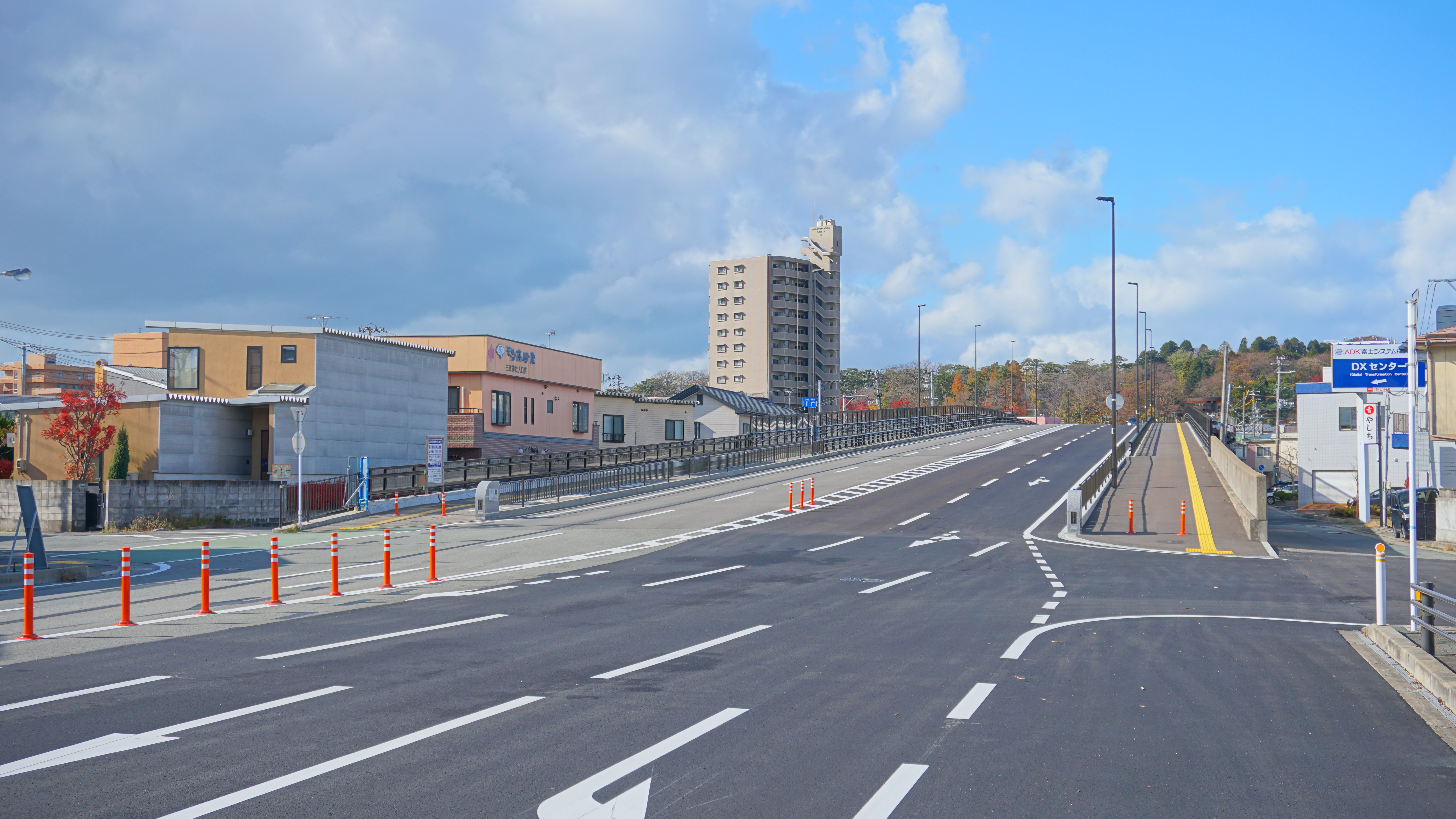
手形陸橋

手形新栄町（てがたしんさかえまち）は秋田県秋田市にある町。郵便番号は010-0865。住居表示実施済み。

## 地理
秋田市の東部、手形地域の中では西部に位置する。久保田城下で小禄家臣の侍町だった旧手形谷地町・手形新町のうち奥羽本線によって分断された北東部に当たり、町域は三角形になっている。北端は手形蛇野赤沼街道（秋田県道28号秋田岩見船岡線の旧道）である。
中央部を県道28号の手形陸橋が東西に跨いでいる。南部の跨線橋（歩行者自転車道）は、かつて開かずの踏切だった手形踏切の跡地である。
西は奥羽本線を挟んで千秋城下町、北は手形休下町・手形住吉町、東は手形山崎町、南東は手形字山崎に接する。

## 歴史
地名の由来は、旧町名の「新町」と、発展と和合の期待を込めたもの。

### 沿革
- 1966年（昭和41年）4月1日 - 住居表示実施に伴い、手形新栄町が成立する。

### 町名の変遷
以下はすべて住居表示実施に伴う変更。
| 実施後     | 実施年月日     | 実施前                                          |
| ---------- | -------------- | ----------------------------------------------- |
| 手形新栄町 | 昭和41年4月1日 | 手形字山崎（一部） てがた あざやまざき          |
| 手形新栄町 | 昭和41年4月1日 | 手形新町上丁 てがたしんまちかみちょう           |
| 手形新栄町 | 昭和41年4月1日 | 手形新町下丁（一部） てがたしんまちしもちょう   |
| 手形新栄町 | 昭和41年4月1日 | 手形谷地町上丁（一部） てがたやちまちかみちょう |
| 手形新栄町 | 昭和41年4月1日 | 手形谷地町下丁（一部） てがたやちまちしもちょう |

## 世帯数と人口
2016年（平成28年）10月1日現在の世帯数と人口は以下の通りである。
| 町丁       | 世帯数  | 人口  |
| ---------- | ------- | ----- |
| 手形新栄町 | 319世帯 | 488人 |

## 交通

### 鉄道
南西端がJR奥羽本線となっているが、町内に駅はない。最寄り駅は中通七丁目にあるJR東日本奥羽本線・羽越本線・秋田新幹線の秋田駅。

### バス
手形陸橋上や手形蛇野赤沼街道が秋田中央交通のバス路線となっているが、町内に停留所はない。最寄のバス停は手形字山崎にある「手形山崎」、手形住吉町にある「住吉町」、手形休下町にある「手形休下町」。

### 道路
- 秋田県道28号秋田岩見船岡線（手形陸橋）
- 秋田県道401号雄和仁別自転車道線（手形陸橋）
- 手形蛇野赤沼街道

## 施設

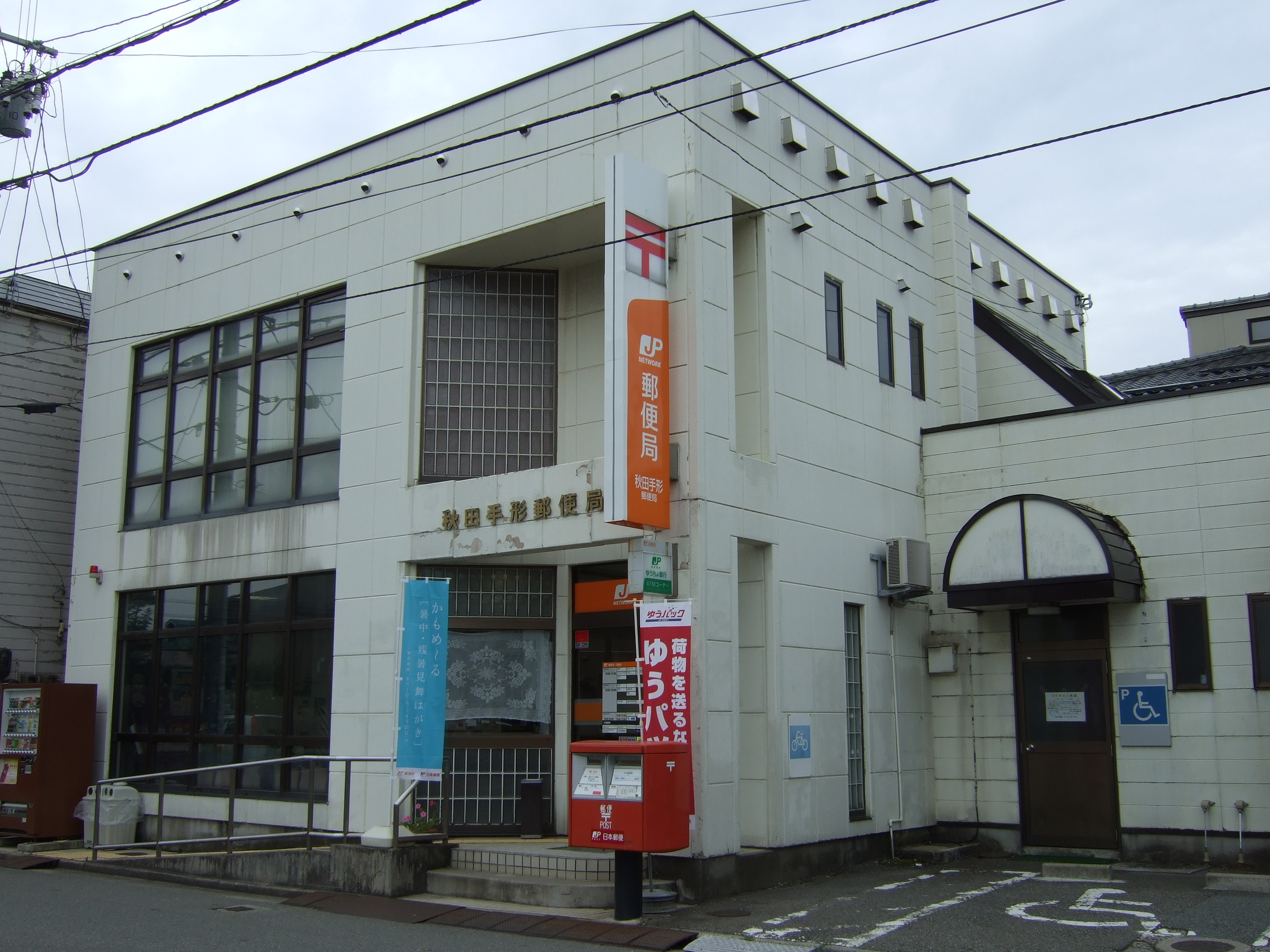
秋田手形郵便局
- 落合整形外科医院
- ADK富士システム
- 秋田大学新栄町宿舎
- 紅華荘

- 秋田手形郵便局

## 著名出身者
- 石井忠行 (著述家)